# Lithacodia
Lithacodia is een voormalig geslacht van vlinders uit de familie van de Noctuidae. Dit geslacht wordt door verschillende auteurs als een synoniem beschouwd van Deltote.

## Voormalige soorten van dit geslacht
- L. albiclava Draudt, 1950
- L. albidula Guenée, 1852
- L. albitornata Berio, 1973
- L. albopunctalis Druce
- L. altitudinis Berio, 1973
- L. atrata Butler, 1881
- L. atrinotata Hampson, 1910
- L. aurata Moore, 1882
- L. bellicula Hübner, 1818
- L. benita Schaus, 1904
- L. biaccentuata Berio, 1973
- L. bitrigonophora Berio, 1973
- L. brunnea Leech, 1889
- L. bryistis Turner, 1902
- L. carneola Guenée, 1852
- L. castrensis Schaus, 1904
- L. cidarioides Moore, 1882
- L. clandestina Turner, 1909
- L. coenia Swinhoe, 1901
- L. concinnimacula Guenée, 1852
- L. confusa Leech, 1900
- L. crotopha Swinhoe, 1905
- L. cuprea Schaus, 1898
- L. cupreofusca Hampson, 1910
- L. chloromixta Alphéraky, 1892
- L. chlorophila Hampson, 1910
- L. deceptoria Scopoli, 1763
- L. decorata Moore, 1882
- L. delicatula Christoph, 1882
- L. digitalis Berio, 1976
- L. distinguenda Staudinger, 1888
- L. dorata Hampson, 1902
- L. editha Schaus, 1904
- L. euchroa Hampson, 1910
- L. externa Berio, 1976
- L. falsa Butler, 1885
- L. fentoni Butler, 1881
- L. folium Schaus, 1914
- L. formosana Hampson, 1910
- L. geoga Schaus, 1906
- L. glauca Hampson, 1910
- L. glaucopis Hampson, 1894
- L. gracilior Draudt, 1950
- L. griseomixta Hampson, 1900
- L. holophaea Hampson, 1910
- L. homopteridia Schaus, 1911
- L. inchoata Wileman, 1911
- L. indeterminata Barnes & McDunnough, 1918
- L. jora Schaus, 1911
- L. larentiformis Hampson, 1894
- L. larentioides Strand, 1920
- L. macrouncina Berio, 1976
- L. mandarina Leech, 1900
- L. martjanovi Tschetverikov, 1904
- L. melanostigma Hampson, 1894
- L. mella Schaus, 1894
- L. merta Schaus, 1901
- L. mesophoenica Dognin, 1914
- L. mesoplaga Hampson, 1918
- L. micronephra Hampson, 1910
- L. minuta Druce, 1889
- L. minutipuncta Berio, 1973
- L. mirella Schaus, 1904
- L. mollicula Graeser, 1888
- L. muscosula Guenée, 1852
- L. musta Grote & Robinson, 1868
- L. mustapha Dyar, 1912
- L. nemorum Oberthür, 1880
- L. nivata Leech, 1900
- L. numisma Staudinger, 1888
- L. octogintaocto Berio, 1976
- L. olivella Draudt, 1950
- L. onytes Schaus, 1894
- L. parvimacula Grote, 1880
- L. penthis Schaus, 1904
- L. phya Druce, 1889
- L. picatina Prout, 1921
- L. picta Hampson, 1896
- L. polita Berio, 1973
- L. postvittata Wileman, 1914
- L. potens Holloway, 1976
- L. pygarga Hufnagel, 1766
- L. quadriorbis Berio, 1976
- L. rosacea Leech, 1889
- L. roseopicta Warren, 1913
- L. ruvida Berio, 1976
- L. senex Butler, 1881
- L. shansiensis Berio, 1976
- L. sirbena Dognin, 1914
- L. squalida Leech, 1889
- L. subcoena Wileman & South, 1916
- L. substellata Dyar, 1918
- L. superior Draudt, 1950
- L. syggenes Hampson, 1910
- L. synochitis Grote & Robinson, 1868
- L. taiwana Wileman, 1915
- L. tetratrigona Berio, 1973
- L. trifurca Berio, 1976
- L. triplaga Walker, 1858
- L. uncula Clerck, 1759 – Zilverhaak
- L. unguapicata Berio, 1976
- L. veternosa Schaus, 1911
- L. vexillifera Berio, 1976
- L. virescens Sugi, 1958
- L. viriditincta Wileman, 1915
- L. viridoata Berio, 1973
- L. walta Schaus, 1904
- L. xemiloca Dyar, 1924